# 拉热杜-杜塔博卡尔
拉热杜-杜塔博卡尔（葡萄牙語：Lajedo do Tabocal）是巴西巴伊亚州的一个市镇。总面积423.785平方公里，总人口8413人，人口密度19.9人/平方公里。